# AR-15

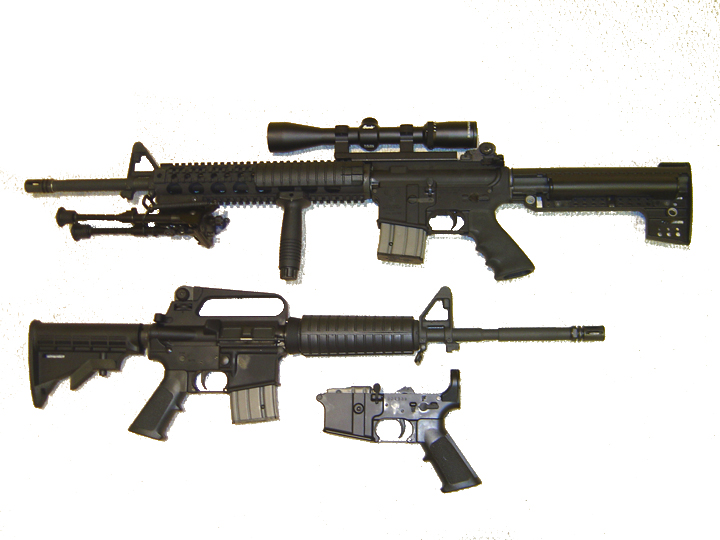
Deux clones civils de l'AR-15 produits par Stag Arms.

L’AR-15 ou ARmaLite-15 est la carabine automatique qui a donné naissance au fusil d'assaut M16 et à son dérivé allégé, le M4.
Les AR-15 Originels sont une série de prototypes et variantes de l'AR-10 en calibre .223 Remington fabriqués par la filiale de la Fairchild Engine & Airplane Corporation nommé ArmaLite.
La firme a ensuite vendu ses licences de fabrication à Colt. À partir de 1959, le nom AR-15 définit les fusils semi-automatiques et automatiques vendus uniquement par Colt.
Colt utilisera le nom de marque AR-15 principalement pour sa gamme semi-automatique vendue sur le marché civil et aux forces de l'ordre.
Contrairement a une idée reçue, les lettres « AR » font référence non pas à « assault rifle » (fusil d'assaut) mais aux deux premières lettres d'ArmaLite.
Les armes semi-automatiques qui reprennent la forme et la mécanique de l'AR-15 sont innombrables (tir semi-automatique par emprunt de gaz et culasse rotative). Aux États-Unis, sa diffusion et sa popularité d'une part, sa présence dans certaines des tueries de masse les plus meurtrières d'autre part, en ont fait le fusil symbole des débats à propos des armes à feu.

## Histoire
L'AR-15 a été développée comme une version allégée, au calibre 5,56 mm, de l'AR-10 calibre 7,62 mm, conçue par Eugene Stoner, Robert Fremont et L. James Sullivan de la société Fairchild ArmaLite. Les lettres « AR » signifient simplement ArmaLite, et sont employées pour la plupart des armes à feu produites par cette entreprise : l’AR-5 et l’AR-7, fusils de calibre .22 Hornet, et le fusil de chasse AR-17, en plus du fusil AR-10.
ArmaLite vend les droits de l'AR-15 à Colt en 1959. Après une première vente faite à la Malaisie le 30 septembre 1959, Colt commercialise ses 300 premiers AR-15 en décembre 1959. La société vend l’arme à diverses forces militaires dans le monde entier, y compris l'US Navy, l’US Air Force, l’US Army et le corps des Marines. Dans l'armée des États-Unis, elle est adoptée sous la désignation M16. Colt continue à utiliser la marque AR-15 pour ses variantes semi-automatiques (AR-15, AR-15A2) destinées à la clientèle civile et aux forces de l'ordre. L'AR-15 originelle est une arme très légère, pesant moins de 2,7 kg avec chargeur vide. Les versions ultérieures civiles équipées d'un canon lourd peuvent peser plus de 3,8 kg.
Aujourd'hui l'AR-15 et ses variantes sont fabriquées par de nombreuses entreprises et sont très populaires parmi les tireurs civils et les forces de l'ordre du monde entier, en raison de leur précision et leur modularité.
La marque AR15, ou AR-15, est enregistrée par Colt Industries, qui soutient que le terme ne doit être utilisé que pour faire référence à ses produits. Les clones d'AR-15, bien que parfois désignés familièrement  par ce terme, sont donc commercialisés sous des appellations distinctes.

## Caractéristiques techniques
Quelques caractéristiques notables de l'AR-15 :
- qualité de l'aluminium 7075-T6 issu de l'industrie aéronautique, léger, très résistant à la corrosion et usinable ;
- conception modulaire, qui permet l'utilisation de nombreux accessoires (organes de visée, poignées verticales, systèmes d'éclairage, systèmes de vision nocturne, dispositifs laser de ciblage, freins de bouche, silencieux, bipied, etc.) et facilite la réparation ;
- petit calibre, léger, balle à haute vélocité (.223 Remington/5,56 × 45 mm) ;
- facilement adaptable pour tirer d'autres munitions ;
- guidon réglable en hauteur ;
- hausse réglable en dérive (sur la plupart des modèles) et en élévation (sur certains modèles) ;
- large éventail de dispositifs optiques de visée disponibles en complément ou en remplacement du viseur standard ;
- système d'emprunt avec piston à gaz avec course courte ou longue, ou systèmes d'exploitation du recul direct de la culasse disponibles ;
- poignée et crosse synthétiques qui ne gonflent pas dans des conditions défavorables (réglementé dans certains États) ;
- diverses capacités de chargeur, allant de 10 à 30 cartouches ou plus ;
- design ergonomique qui rend la poignée de charge, le sélecteur (qui enclenche également la sécurité) et le bouton d’éjection du chargeur faciles d'accès ;
- précision de 4 MOA (standard MILSPEC) (MOA=Minute Of Arc, ou minute d'angle en français, une unité de mesure d'angle équivalente à un soixantième de degré).

Les fusils semi-automatiques AR-15 destinés à la vente aux civils ont des différences internes par rapport aux M16 automatiques, auxquels ils sont pourtant presque identiques en apparence. Les mécanismes du marteau et de déclenchement sont d'une conception différente. La glissière de culasse mobile et le récepteur inférieur interne des versions semi-automatiques sont fraisés différemment, de sorte que les mécanismes de mise à feu ne sont pas interchangeables. Cela a été mis en place pour répondre aux exigences du bureau américain de contrôle de l’alcool, du tabac, des armes à feu et des explosifs (ATF) qui impose que les armes civiles ne soient pas facilement convertibles en automatique.
Les versions automatiques ont un sélecteur rotatif de tir à trois positions qui permet à l'opérateur de choisir entre trois modes : sécurité, semi-automatique, et automatique ou rafale de trois coups selon le modèle. Les versions civiles ont seulement deux positions: safe (sécurité), fire (feu).

### Variantes

#### Colt
Les variantes courantes du Colt AR-15 présentent les caractéristiques suivantes :
| Modèle | Munition           | Destination                     | Longueur totale | Canon       | Masse à vide | Chargeur                                                            |
| --- | ------------------ | ------------------------------- | --------------- | ----------- | ------------ | ------------------------------------------------------------------- |
| MATCH TARGET HBAR                                                                                              | 222/223            | Défense personnelle/Tir Sportif | 0,8/1/1,1 m     | 41/51/61 cm | 3,6 à 4,2 kg | 5 ou 10 cartouches (modèles de 20 et 30 coups du M16A2 compatibles) |
| MATCH TARGET M4                                                                                                | 5,56 OTAN/7,62 M43 | Défense personnelle/Tir Sportif | 81 à 90 cm      | 41 cm       | 3,3 kg       | 5 ou 10 cartouches                                                  |
| Police Patrol Carbine (PPR)/Law Enforcement Carbine (LEC)/M4 LE HBAR : carabine de police à crosse rétractable | 5,56 OTAN          | SWAT Teams                      | 81 à 90 cm      | 41 cm       | 3,4 à 3,5 kg | 20 ou 30 cartouches                                                 |

#### Autres fabricants américains
En plus de Colt, les firmes américaines suivantes fabriquent des AR-15 : 
- ArmaLite (Armalite M15)
- Bushmaster (Bushmaster XM15E2S & M4A3 : La XM15 a un canon de 51 cm et la M4A3 une carabine compacte à canon de 41 cm)
- Daniel Defense
- DiamondBack (DB-15)
- DPMS Panther Arms
- FNMI (branche américaine de  la Fabrique Nationale) (M16A3, M16A4, M4 et M4A1 pour le département de la Défense américain, FN-15 pour le marché civil)
- LMT
- LWRC International
- Olympic Arms
- Remington Arms
- Rock River Arms (LAR-15 DEA : une carabine de police compacte à canon de 37 cm)
- Ruger
- Smith & Wesson (S&W M&P15, S&W M&P150 (Tir sportif) & S&W M&P15 Tactical pour les policiers américains : toutes à canon de 41 cm)
- Springfield Armory
- Stag Arms (Stag-15)
- Windham Weaponry

#### Fabricants non américains
- ADC (Italie)
- Astra Arms (Suisse)
- IDS (Imperial Defence Service, production finie)
- KW snc (Belgique)
- Lux Def Tec (Luxembourg)
- Norinco M4 (Chine)
- Oberland Arms ( Allemagne )
- Schmeisser (Allemagne)
- Verney-Carron VCD-15 (France)

### Données technique des dérivés

#### LesFSAissus duM16A2
- Munitions courantes : .223 Remington/5,56 mm Otan/6,8 mm Remington SPC
- Longueur
  - du canon : 51 à 61 cm
  - de l'arme : 0,99 à 1,1 m
- Masse de l'arme vide : 3 à 5 kg
- Chargeurs : 5 à 30 coups

#### LesCSAissues duColt Commando
- Munitions courantes : .223 Remington/5,56 mm Otan/6,8 mm Remington SPC/7,62 mm M43. Les variantes les plus courtes utilisent les cartouches de pistolets classiques dans les SWAT Teams que sont les 9 mm Parabellum, .40 S&W ou .45 ACP.
- Crosse : télescopique dérivée de celle de la M4
- Longueur
  - du canon : 21 à 41 cm
  - minimale de l'arme : 0,6 à 0,8 m
  - maximale de l'arme : 0,7 à 0,9 m
- Masse de l'arme vide : 2,7 à 4 kg
- Chargeurs : 5 à 30 coups

## Utilisations

### Forces de l'ordre

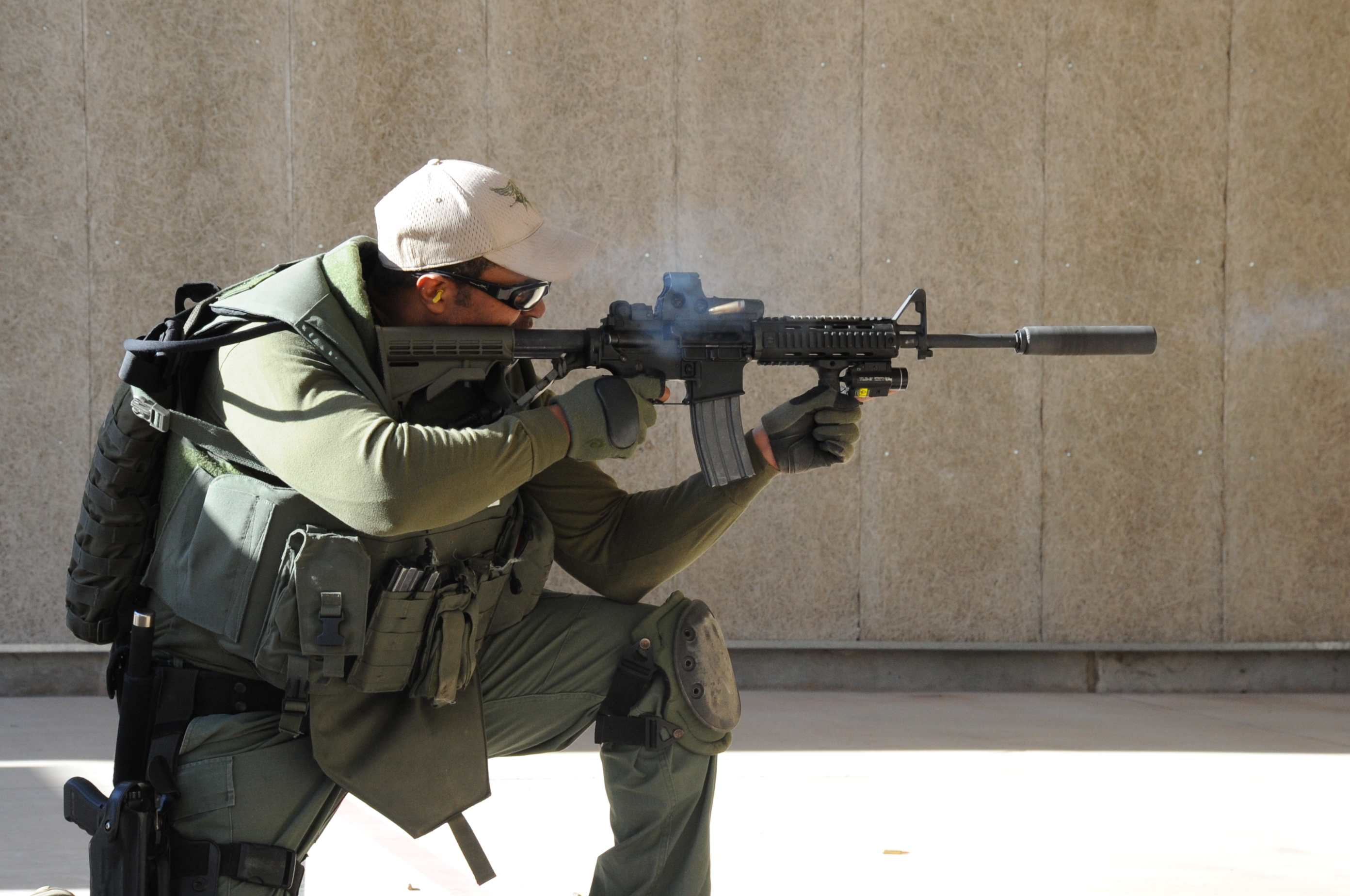
Membre de l'unité SWAT de la police de Wichita Falls s'entraînant avec un AR-15.

Les Colt AR-15 et AR-15 Carbine connaissent un grand succès auprès des bureaux du shérif, des polices municipales ou des polices d'État américaines (comme les California Highway Police et Louisiana State Police). La Bushmaster M4A3 Patrolman équipe de nombreuses polices autoroutières, comme l’Alabama Highway Patrol. Enfin la Rock River Arms LAR-15 DEA a été adoptée par la Drug Enforcement Administration et plusieurs autres agences fédérales.
Plus au nord, l’AR-15 est utilisé par la Gendarmerie royale et le Service correctionnel du Canada.
Enfin, il est depuis 1975 inclus dans l'armement de la police au Royaume-Uni et a été largement distribué à la Royal Ulster Constabulary dans le cadre de la lutte contre l'IRA provisoire (qui en possédait elle aussi un grand nombre).

### Particuliers
Des études ont pris pour objet la diffusion de l'arme dans la population américaine. En 2020, la National Shooting Sports Foundation estime à 24,4 millions le nombre d'AR-15 en circulation dans le public. Selon un sondage réalisé l'année suivante par l'université de Georgetown sur les détenteurs d'armes, 24,6 millions d'entre eux possèdent un AR-15 ou une arme comparable.

#### Chasse
L’AR-15 est le type d’arme préféré de nombreux chasseurs en raison de son adaptabilité, de sa précision et de la grande variété des accessoires et des calibres disponibles. Les crosses pliables sont particulièrement appréciées pour transporter l’arme jusqu’à un terrain de chasse éloigné ou pour l’adapter à la taille du chasseur. Quand le premier tir est manqué, la fonction d’auto-chargement, qui permet d’effectuer rapidement des tirs de suite, s’avère particulièrement utile sur un animal dangereux comme le cochon marron ou rapide comme le lièvre.
Suivant le lieu, la législation en vigueur peut restreindre dans une plus ou moins grande mesure les possibilités d'utilisation. Aux États-Unis, de nombreux États imposent aux chasseurs l’usage de chargeurs de capacité réduite et plusieurs interdisent l’usage de munitions de calibres tels que le .223 Remington sur le gros gibier,,.
En France, les AR-15 sont classés en catégorie B, il est donc interdit de les utiliser pour la chasse.

#### Fusillades de masse

##### États-Unis
Les fusils de type AR-15 ont joué un rôle de premier plan dans un grand nombre des tueries de masse les plus médiatisées aux États-Unis,
ce qui leur a acquis la réputation d'être l'arme préférée des auteurs de ces crimes.
Leur plus ancienne utilisation documentée dans ce type d'évènement remonte à 2007, lors de la fusillade de Crandon (en),.
Depuis lors, l'AR-15 ou des fusils similaires ont constitué l'arme principale d'environ une moitié des tueries les plus meurtrières de l'histoire américaine récente, :
en 2012, la tuerie de l'école primaire Sandy Hook ; les fusillades de Las Vegas et de l'église de Sutherland Springs en 2017,
de Parkland en 2018
et d'Uvalde en 2022.
Leur emploi a aussi été relevé dans les massacres de Buffalo, Boulder, Aurora, Waffle House, San Bernardino et les fusillades des synagogues de Poway et de Pittsburgh. Le 13 juillet 2024, lors d'un meeting politique de Donald Trump à Butler, en Pennsylvanie, une tentative d'assassinat est perpétrée contre Donald Trump en utilisant ce que les services secrets américains confirment dans un rapport comme étant une carabine de type AR-15 .
Des spécialistes des armes et des tueries de masse estiment que la prédilection des meurtriers de masse  pour l'AR-15 a moins à voir avec ses spécifications techniques qu'avec son caractère familier et relève largement d'un effet copycat,.

##### Autres pays
Un Colt AR-15 a été l'arme de la tuerie de Port-Arthur, pire tuerie de masse commise par un seul individu dans l'histoire de l'Australie. C'est en réponse à ce crime qu'a été mis en place en 1996 l'accord national sur les armes à feu (en), qui restreint la possession privée des armes semi-automatiques et des fusils à pompe (armes de catégorie D dans la législation australienne sur les armes à feu (en)),,.
En Nouvelle-Zélande, c'est à la suite des attentats commis à Christchurch le 15 mars 2019, avec un AR-15, que le gouvernement a fait passer une loi sur les armes à feu (en) qui interdit les fusils semi-automatiques, les chargeurs de grande capacité et les pièces détachées utilisables pour assembler des armes interdites,.
Au Canada, l'AR-15 fait partie des armes interdites, à la suite de la tuerie de 2020 en Nouvelle-Écosse, la plus meurtrière jamais commise par une seule personne dans l'histoire du pays.
L'arme a été utilisée à Bruxelles le 16 octobre 2023 pour un attentat ayant causé la mort de deux Suédois.

## Dans le débat sur les armes à feu aux États-Unis
L'AR-15 a acquis à partir des années 2010 un statut emblématique dans les débats sur les violences armées et le contrôle des armes à feu aux États-Unis, en devenant à la fois, selon les termes du New York Times, l'un des « fusils les plus adulés et les plus vilipendés » du pays. Sa simplicité d'apprentissage et d'utilisation et son prix relativement peu élevé (a partir de 350 dollars en 2024) en font aux yeux des pro-armes l'arme à posséder, et la NRA l'a élevé au rang de « fusil de l'Amérique ». Inversement, il est une cible désignée pour les partisans du contrôle des armes, qui pointent notamment son usage dans les fusillades de masse les plus meurtrières,. Les mesures et les propositions de restrictions ou d'interdiction dont il fait l'objet contribuent en retour à sa popularité,,. La publicité faite pour le JR-15, déclinaison « junior » de l'AR-15 destinée à la formation des enfants et qui est un fusil semi-automatique livré avec des chargeurs de cinq ou dix cartouches de calibre 22 long rifle, a soulevé de vives protestations des opposants à la prolifération des armes à feu.